# سولفونامید (دارو)

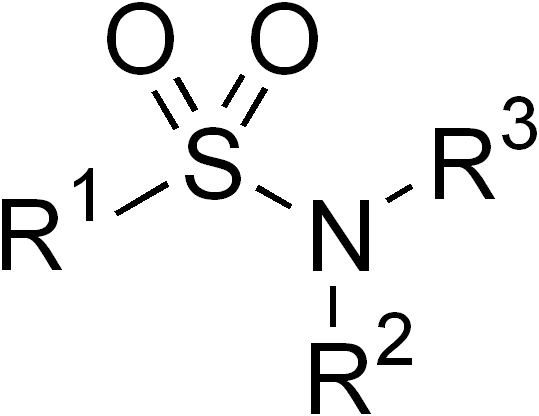
ساختار گروه عاملی سولفونامید

فوروزماید، از انواع سولفونامیدها

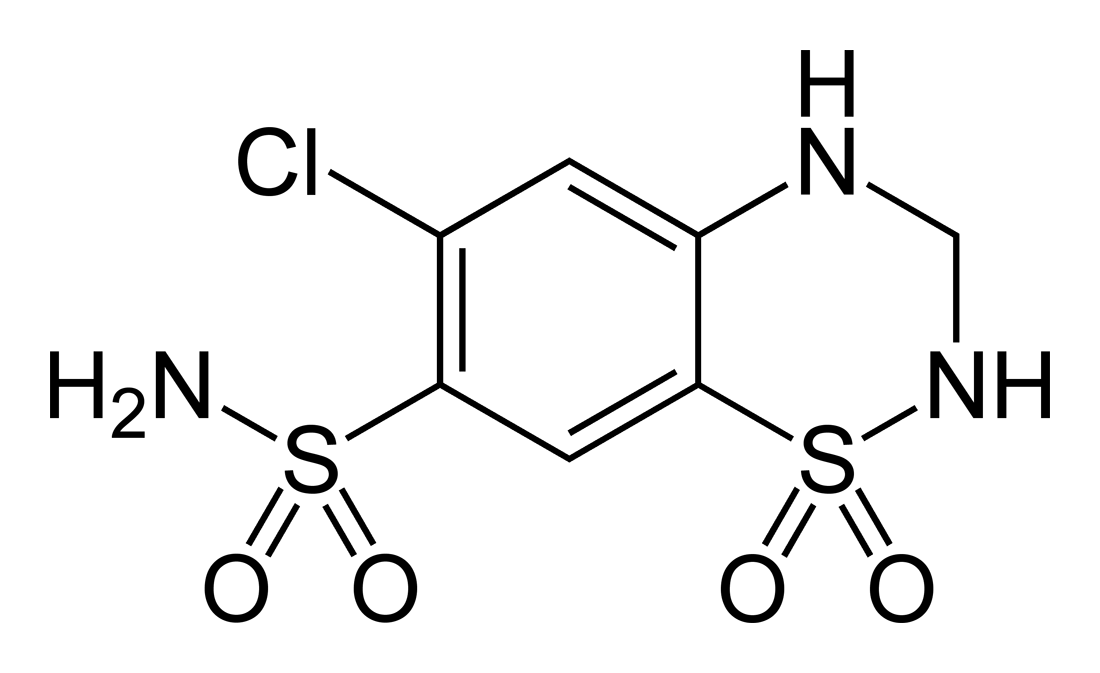
هیدروکلروتیازید، از انواع داروهای سولفونامیدی

سولفونامید ترکیبی است که شامل گروه عاملی NS(=O)۲ باشد. سنتز آزمایشگاهی این ترکیبات به دلیل گستردگی آن‌ها از راه‌های گوناگونی امکان‌پذیر است. مثال معمول سنتز یک سولفونامید ساده افزودن سولفونیل کلراید به آمین هاست که تشکیل سولفونیل متیلامید می‌دهد.
سولفونامیدها به خاطر داشتن خواص ضد باکتری و ضد انگلی در داروسازی کاربرد قابل ملاحظه‌ای دارند.
داروهایی که دارای این بنیان در ساختار مولکولی خود باشند به سولفا داروها (به انگلیسی: Sulfa Drug) معروفند مانند سولفاستامید و سولفامتوکسازول.

## مکانیسم اثر ضدباکتری

شباهت ساختاری بین سولفونامید (سمت چپ) و PABA (مرکز) اساس فعالیت مهاری داروهای سولفا در بیوسنتز دی هیدروفولات (راست) است.

این داروها در درمان بسیاری از بیماری‌های عفونی و انگلی (مانند مالاریا) کاربرد دارند و مکانیسم اثر آن‌ها مهار سنتز اسیدنوکلئیک است. سولفونامیدها به‌دلیل شباهت ساختمانی با پاراآمینوبنزوئیک‌اسید (PABA) به‌صورت رقابتی آنزیم‌دی‌هیدروپتروآت سنتتاز (DHPS) باکتری را که مسئول تبدیل کردن PABA به‌اسید دی‌هیدروفولیک است، مهار می‌کنند در نتیجه اسید فولیک ساخته نمی‌شود. اسید فولیک (ویتامین B9) در سنتز اسیدهای نوکلئیک نقش مهمی دارد و به همین جهت عدم سنتز آن به توقف رشد سلول منجر می‌گردد. سولفونامیدها باکتریواستاتیک می‌باشند.
سولفونامیدها فقط از رشد میکروارگانیسم‌هایی که خود اسید فولیک را تولید می‌نمایند جلوگیری می‌کنند و بر سلول‌های میزبان، مثلاً انسان که ماده فوق را از محیط (غذا) دریافت می‌نماید مؤثر نمی‌باشند لذا می‌توان سولفونامیدها را برای اکثر بیماری‌های عفونی در پستانداران و پرندگان مصرف نمود.

## موارد مصرف
1. مهمترین و اولین اعضای این گروه در ابتدا از گروه آنتی‌بیوتیک‌ها هستند مانند سولفاستامید، سولفامتوکسازول و سیلورسولفادیازین هر چند امروزه داروهای زیادی دارای گروه عاملی سولفونامید هستند.
2. سولفونیل اوره: این داروها که در کاهش قندخون موثرند شاید امروزه از سایر داروهایی که دارای گروه عاملی سولفونامید هستند پرکاربردتر باشند مانند گلی‌بن کلامید و گلی پیزید.
3. دیورتیکها: دیورتیکهایی تیازیدی نظیر هیدروکلرتیازید، فورزماید و استازولامید.
4. داروهای ضدتشنج: داروهای ضدتشنج مانند توپیرامات.
5. سایر داروها مانند سولفاسالازین و سلکوکسیب.